# Eria aurantia
Eria aurantia är en orkidéart som beskrevs av Johannes Jacobus Smith. Eria aurantia ingår i släktet Eria och familjen orkidéer. Inga underarter finns listade i Catalogue of Life.